# پایگاه هوایی نیکولسکی
 پایگاه هوایی نیکولسکی (به انگلیسی: Nikolski Air Station) یک فرودگاه خصوصی با کد یاتا IKO است که یک باند فرود شن دارد و طول باند آن ۱۰۷۰ متر است. این فرودگاه در کشور ایالات متحده آمریکا قرار دارد و در ارتفاع ۲۳ متری از سطح دریا واقع شده است.

## شرکت‌های هواپیمایی و مقصدهای پروازی
| شرکت‌های هواپیمایی | مقصدهای پروازی |
| ----------------- | -------------- |
| گرنت اوییشن       | آنالاسکا       |